# 75-я мотострелковая дивизия
75-я мотострелковая дивизия (сокр. 75 мсд, в/ч 91111) — тактическое соединение Сухопутных войск СССР. Находилась в составе 4-й общевойсковой армии Закавказского военного округа весь период своего существования. 
Дивизия дислоцировалась в городе Нахичевань Нахичеванской АССР Азербайджанской ССР.

## История
Создана 25 июня 1957 года на базе 75-й стрелковой дивизии (2-го формирования), существовавшей с 8 января 1942 года, но участия в Великой Отечественной войне не принимавшей, поскольку всю войну несла службу в Закавказье в районе советско-турецкой границы Находилась всё время своего существования в составе 4-й общевойсковой армии.
В последние годы существования дивизия базировалась в г. Нахичевань Нахичеванской АССР Азербайджанской ССР.
В ноябре 1988 года командиром 75-й мотострелковой дивизии назначен полковник (с февраля 1990 года — генерал-майор) Лев Яковлевич Рохлин. В январе 1990 года передана в состав Пограничных войск КГБ СССР. С переходом в пограничные войска, у дивизии изъяли танковый полк, а бронетранспортёры заменены на МТ-ЛБ.
Активные действия по боевой подготовке личного состава дивизии предотвратили захват вооружения и военной техники местными жителями, процветавший на остальной территории Азербайджанской ССР. Кроме того, дивизия под командованием Рохлина смогла прекратить регулярное незаконное пересечение границы со стороны Ирана. Это привело к официальным протестам иранской стороны.
23 сентября 1991 года на основании директивы ГШ от 28 августа 1991 года № 314/3/042Ш возвращена Министерству обороны.
В 1992 году дивизия была расформирована вместе с прочими частями и соединениями 4-й общевойсковой армии.

## Состав
- Управление;
- 34-й мотострелковый полк (п. Кивраг);
- 342-й мотострелковый полк (г. Джульфа);
- 347-й мотострелковый полк (г. Нахичевань);
- 124-й гвардейский танковый орденов Кутузова и Александра Невского полк (г. Нахичевань);[4]
- артиллерийский полк (г. Нахичевань);
- 1041-й зенитный артиллерийский полк (г. Нахичевань);
- отдельный ракетный дивизион (г. Нахичевань);
- отдельный противотанковый дивизион (г. Нахичевань);
- 770-й отдельный разведывательный батальон (г. Нахичевань);
- 97-й отдельный инженерно-сапёрный батальон (г. Нахичевань);
- отдельный ремонтно-восстановительный батальон (г. Нахичевань);
- 75-й отдельный батальон связи (г. Нахичевань);
- 70-й отдельный медицинский батальон (г. Нахичевань);
- госпиталь (г. Нахичевань);
- 1545-й отдельный батальон материального обеспечения (г. Нахичевань);
- отдельная рота химической защиты (г. Нахичевань);
- ОВКР (г. Нахичевань).[5]

## Командиры
- Арутюнов, Михаил Николаевич (25.06.1957 — 26.08.1961), полковник, с 18.02.1958 генерал-майор;
- Шахнович, Василий Васильевич (26.08.1961 — 06.11.1964), полковник, с 22.02.1963 генерал-майор;
- Осьмак, Сергей Иосифович (06.11.1964 — 05.09.1968), полковник, с 4.09.1966 генерал-майор;
- Рохлин, Лев Яковлевич (январь — апрель 1990), полковник, с февраля 1990 генерал-майор.